# 和碩温恪公主
和碩温恪公主（わせきおんかくこうしゅ、1687年12月31日 - 1709年）は、清の康熙帝の十三女（夭逝を除いて第8皇女）。母は敏妃。

## 生涯
康熙26年11月27日（1687年12月31日）に生まれた。康熙45年（1706年）、和碩温恪公主に封ぜられた。モンゴルのオンニュド旗の郡王・倉津と結婚した。康熙帝はみずから花婿の家まで送り屆けた。
康熙48年（1709年）6月21日、双生児を産んで、その深夜に亡くなった。

## 子女
- 女子が2人いた